# Gooding County
Gooding County ist ein County im Bundesstaat Idaho der Vereinigten Staaten. Der Verwaltungssitz (County Seat) ist Gooding.

## Geographie
Das County liegt im mittleren Süden von Idaho, ist etwa 80 km von Nevada entfernt und hat eine Fläche von 1901 Quadratkilometern, wovon acht Quadratkilometer Wasserfläche sind. Es grenzt im Uhrzeigersinn an folgende Countys: Elmore County, Twin Falls County, Jerome County, Lincoln County und Camas County. Es liegt vollständig in der Ebene der Snake River Plain.

## Geschichte
Gooding County wurde am 28. Januar 1913 aus Teilen des Lincoln County gebildet. Benannt wurde es nach Frank R. Gooding, einem Rancher, US-Senator und Gouverneur von Idaho.
13 Bauwerke und Stätten des Countys sind im National Register of Historic Places eingetragen.

## Demografische Daten

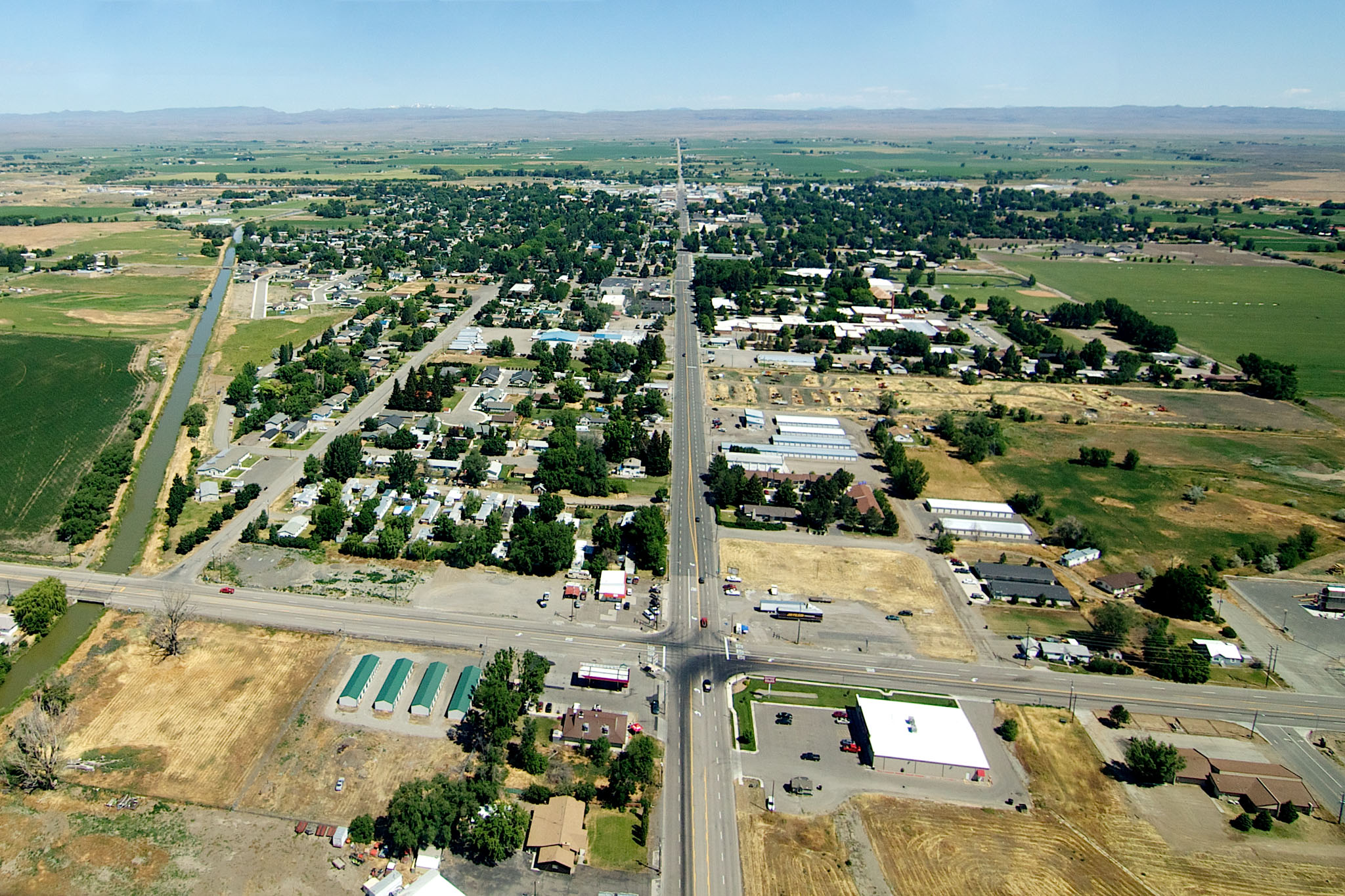
Blick über Gooding und Teile des Countys

Nach der Volkszählung im Jahr 2000 lebten im Gooding County 14.155 Menschen in 5.046 Haushalten und 3.718 Familien. Die Bevölkerungsdichte betrug 7 Personen pro Quadratkilometer. Ethnisch betrachtet setzte sich die Bevölkerung zusammen aus 87,59 Prozent Weißen, 0,23 Prozent Afroamerikanern, 0,84 Prozent amerikanischen Ureinwohnern, 0,23 Prozent Asiaten, 0,06 Prozent Bewohnern aus dem pazifischen Inselraum und 8,24 Prozent aus anderen ethnischen Gruppen; 2,80 Prozent stammten von zwei oder mehr Ethnien ab. 17,05 Prozent der Bevölkerung waren spanischer oder lateinamerikanischer Abstammung.
Von den 5.046 Haushalten hatten 36,1 Prozent Kinder unter 18 Jahren, die bei ihnen lebten. 61,9 Prozent davon waren verheiratete, zusammenlebende Paare. 7,6 Prozent waren allein erziehende Mütter und 26,3 Prozent waren keine Familien. 22,0 Prozent waren Singlehaushalte und in 11,5 Prozent lebten Menschen mit 65 Jahren oder älter. Die Durchschnittshaushaltsgröße betrug 2,76 und die durchschnittliche Familiengröße war 3,22 Personen.
29,6 Prozent der Bevölkerung waren unter 18 Jahre alt, 8,7 Prozent zwischen 18 und 24 Jahre, 25,1 Prozent zwischen 25 und 44 Jahre, 21,2 Prozent zwischen 45 und 64 Jahre. 15,4 Prozent waren 65 Jahre oder älter. Das Durchschnittsalter betrug 35 Jahre. Auf 100 weibliche Personen kamen 104,2 männliche Personen. Auf 100 Frauen im Alter von 18 Jahren und darüber kamen 102,0 Männer.
Das jährliche Durchschnittseinkommen der Haushalte betrug 31.888 USD, das Durchschnittseinkommen der Familien 36.290 USD. Männer hatten ein Durchschnittseinkommen von 25.321 USD, Frauen 17.903 USD. Das Prokopfeinkommen betrug 14.612 USD. 11,2 Prozent der Familien und 13,8 Prozent der Einwohner lebten unterhalb der Armutsgrenze.

## Orte im County
- Bliss
- Gooding
- Hagerman
- Wendell

## Religion
Katholische Kirchen stehen in Gooding (St. Elizabeth), Hagerman (St. Catherine) und Wendell (St. Anthony of Padua). Sie gehören zum Dekanat Süd (Southern Deanery) des Bistums Boise.